# Burubergduif
De burubergduif (Gymnophaps mada) is een vogel uit de familie Columbidae (duiven).

## Verspreiding en leefgebied
Deze soort is endemisch op Buru, een eiland in de Indonesische eilandengroep de Molukken.

## Status
De grootte van de populatie is in 2001 geschat op 20-50 duizend volwassen vogels. Op de Rode lijst van de IUCN heeft deze soort de status niet bedreigd.